# Цюпа Оксана Ігорівна
Окса́на І́горівна Цю́па (13 липня 1967, Київ) — українська художниця. Працює у техніці текстильна лялька з 1999 року.

## Біографія
Оксана Цюпа народилася 13 липня 1967 року у Києві.
1992 року Оксана Цюпа закінчила Київський технологічний інститут легкої промисловості за спеціальністю «художнє моделювання одягу», швея-мотористка 4 розряду. Працювала на швейній фабриці на Подолі, на кіностудії імені Олександра Довженка, була асистентом художника з костюмів у кінострічці «Кайдашева сім'я» (1993).
Оксана Цюпа також займалася декоративною керамікою, живописом на склі. Пробувала себе як художник із костюмів у театральних постановках — міжнародному проекті «Nascentes» та спектаклі «Одержима» театру-студії «Будьмо!» Пізніше розробила ескізи до постановки «Маленької п'єси про зраду» Олександра Ірванця для Харківського театру-студії «Арабески».
Оформила книги «Дід Піхто» і «П'ять п'єс» для видавництва «Смолоскип». Працювала у техніці печворку, брала участь у колективних виставках: 1997 року — «Клаптикова ковдра», 1998 року — «Тепла виставка», 1999 року — «Нетрадиційний текстиль».
2007 та 2008 року брала участь у фестивалі «Країна мрій»,2009 та 2010 у Львівському фестивалі «Ляльковий світ» у 2011 у Львівському фестивалі «Ляльковий світ» «ETHNO'лялька».
Лялькарка року 2012 за версією журналу «Кукольный мастер». Фіналіст міжнародного конкурсу лялькарів «Пандора Платінум 2013». Членкиня ТСХР, входила до журі конкурсів. Також проводила майстер-класи із виготовлення ляльок-мотанок.
На початок російського повномасштабного вторгнення в Україну була із сім'єю в Ірпені, де вони пережили окупацію, у березні 2022 року евакуювалися через Романівський міст.

## Творчість
Виготовленням текстильних ляльок займається із 1999 року. Твори виставлялися на спільних та персональних виставках в Україні та закордоном. Ляльки авторства Оксани Цюпи є також у галереях за межами України — США, Канада, Німеччина та інші країни.
Також займається виготовленням прикрас.

### Персональні виставки
- авторських ляльок «Зимова казка» (галерея «Дім Миколи», Київ, грудень 2001 року);
- ляльок і живопису на склі (Кловський ліцей, Київ, 2002);
- авторських ляльок у рамках церемонії «Книжка року — 2003» (Київська філармонія, 2003);
- авторських ляльок «Лялечки-гулялечки» (виставкова зала Фундації Фулбрайта, 2007);
- авторських ляльок «З лісу, з неба і з води» (виставкова зала Фундації Фулбрайта, 2008);
- авторських ляльок «Дзікія кветкі вясны» (Мінськ, 2009);
- авторських ляльок «Кози» (Тернопіль, 2009);
- авторських ляльок «Дикі квіти весни» (Івано-Франківськ, 2009);
- авторських ляльок «Сонце повертається. Стара нова зимова казка» (Донецький обласний художній музей, 2011);
- авторських ляльок «Вертеп» (Музей Гетьманства, Київ, 2011)[6];
- авторських ляльок «Ті, що відають дива» (Чернівецький обласний художній музей, 2011);
- авторських ляльок «Звізда ясна стала» (Тедділенд, Київ, 2012);
- авторських ляльок «Звезда Рождества» («Искусство Куклы», Москва, 2013)[7]
- мультипроєкт «Квіткові феї» (за участі письменників: Олександр Ірванець, Лариса Денисенко, Міла Іванцова, Галина Вдовиченко, Роман Романюк; Музей історії Києва, 2014)[8];
- виставка-проєкт «Моє єврейське щастя» за твором Шолом-Алейхема «Тев’є-молочник» (Київ, 2015);
- виставка-проєкт «Moje zydowskie szczescie» в рамках фестивалю «Українська весна» (Познань, 2016);
- виставка «Середмістя-передмістя» (спільно з Оленою Придуваловою; галерея «Білий світ», Київ, 2019)[9];
- виставка «Від Романа до Йордана» (театрі імені Василька, Одеса, 2020)[3];
- авторські ляльки «Поворот на Ірпінь» (галерея «Білий світ», Київ, 2023)[1].

## Особисте життя
Шульга. Проживає в Ірпені. Одружена із Олександром Ірванцем.

## Виноски
1. 1 2 3 4 5  Наталка Марків (11 серпня 2023). «З міста, що ракетами розтрощене»: майстриня з Ірпеня презентувала виставку текстильних ляльок. Процитовано 8 лютого 2025.
2. 1 2 3 4  Біографія Оксани Цюпи. Процитовано 8 лютого 2025.
3. 1 2 3 4 5 6  Наталка Марків (26 серпня 2023). Ляльки як люди: текстильні скульптури Оксани Цюпи розповідають про мешканців окупованого міста. Процитовано 8 лютого 2025.
4. 1 2  Аревик - Солнышко в компании "Детей цветов" - ВТОРОЕ место в конкурсе!. 21 травня 2014. Процитовано 8 лютого 2025.
5. ↑  Євген Солонина (7 травня 2009). Таємниці лялькоплетіння. Процитовано 8 лютого 2025.
6. 1 2  Ляльковий вертеп від Оксани Цюпи. ФОТО. 23 січня 2011. Процитовано 8 лютого 2025.
7. ↑  Звезда ясна стала. Оксана Цюпа (ВІДЕО). Процитовано 8 лютого 2025.
8. ↑  Мультипроект із ляльками Оксани Цюпи. 24 квітня 2014. Процитовано 8 лютого 2025.
9. ↑  Оксана Цюпа / "Поворот на Ірпінь". Процитовано 8 лютого 2025.